# Акве Калиде
А̀кве Ка̀лиде (на латински: Aquae Calidae, в превод при горещите води) е историческо селище на територията на град Бургас, в землищата на кварталите Ветрен и Банево. През Средновековието той е споменат с имената Терма и Термопол. Доказано е, че минералните бани са посещавани от Филип II Македонски, ромейските императори Юстиниан I и Константин IV Погонат, византийската императрица Ино Анастасия, българския кан Тервел, и султан Сюлейман Великолепни. Днес на територията му са разположени известните Бургаски минерални бани.

## История

### Тракийското светилище на Трите нимфи
Археологически находки показват, че лечебните свойства на горещия извор били известни още в неолита, когато в близост до него са създадени три селища от VI – V хилядолетие пр. Хр. Траките превърнали извора в средата на I хил. пр. Хр. в най-почитаното „светилище на Трите нимфи“, което векове наред привличало много поклонници. Най-ранните сведения за днешните бургаски минерални бани са от IV век. пр. Хр., когато Филип II Македонски е летувал там.

### Римските бани на Акве Калиде
Първите бани при светилището на Трите нимфи край Бургас са изградени, когато Рим завладява тракийските земи в средата на I век. По времето на управлението на император Траян (98 – 117 г.) Анхиало е избран за административен център на района и благоустроен в обществени бани с два големи басейна. По същото времето бил изграден важния римски път Виа Понтика през Дюлевския проход, свързващ новосъздадения град Марцианопол /Девня/, Анхиало и Адрианопол. При баните била построена важна пътна станция, наречена Акве Калиде (от латински Aquae Calidae – горещи води). Това е първото име, с което е известен градът от писмените извори.
Пътната станция е отбелязана на първите римски карти за днешните български земи. Най-голяма слава на Акве калиде носело светилището на нимфите, което продължило да съществува през римската епоха. То носело името Анхиалските нимфи, а баните – Анхиалски поради близостта на селището до административния център. По времето на друг римски император Септимий Север (209 – 211 г.), там три години се провеждали специални тържества и спортни игри, наричани „Северия Нимфеа“. Най-ранното споменаване на името „Акве калиде“ е под името Аквис Калидис в Певтингеровата карта като пътна станция между Анхиало и Кабиле.
Първото описание на града Акве калиде е направено от готския историк Йордан (VI век). В неговата „Римска история“ той описва нападенията на готските племена тервинги и карпи през 257 – 270 г. срещу градовете по Западното Черноморско крайбрежие. Те разграбили и опожарили близкия Анхиало и спрели при Аква калиде. За отношението на готите към лечебните бани Йордан пише:
| „ | Тук те остават много дни и се наслаждавали на баните с топла вода, които се намирали на дванадесетия милиарден стълб от г. Анхиало и избликват от дълбочината на огнения си извор. | “ |

.
Сградите на баните са възстановени и разширени в края на IV-V век. Според хрониста Прокопий Кесарийски по времето на Юстиниан I около града са изградени крепостни стени. Неговата укрепителна дейност е описана от Кесарийски в трактата „За строежите“:
| „                                  | Траки обитават един крайморски град на Евксинския Понт на име Анхиало, ... там не много далеч от града бликат извори от естествена топла вода, които образуват от само себе си бани за тамошните хора. Обаче на това селище, останало от старо време неукрепено, по-раншните императори гледали с пренебрежение, ако и в съседство с него да се поселили варварски племена и да го посещавали болни, които с риск на живота си получавали там облекчение. Сега обаче имп. Юстиниян го оградил със стени и направил лекуването безопасно | “ |
| Прокопий Кесарийски: De Aedificiis | |   |

Пак Йордан описва града през 6 век като най-първият и най-добрият измежду многобройните други извори в целия свят за лекуване на болни. Запазено е описанието на съпругата на император Тиберий II, Анастасия, която около 580 г. успешно се излекувала в Термопол и в знак на благодарност подарила императорската си мантия на местната църква. През 584 г. аварите, предвождани от Баян, подлагат на опустошение Тракия и крайбрежието и отсядат в лековитите Анхиалски бани. Според византийския историк Теофилакт Симоката, Баян пожалил баните от разрушение по молба на жените му от харема. В една от църквите на града аварите намерили пурпурната мантия на императрицата Анастасия, а Баян я облякъл и се провъзгласил за император на ромеите.

### Българско и ромейско средновековие
През Ранното средновековие градът става известен като Терма или Термопол (от гръцки θερμός/термос = топъл и πόλις/полис = град. Под това име той се оказва в центъра на вниманието на кан Тервел, който в 708 г. близко до Терма нанася съкрушително поражение на ромейския император Юстиниан II (вж. Битка при Анхиало). При последвалото разширение на българските граници на юг, след преминаването на областта Загоре в български ръце, градът Терма остава в пределите на България. Минералните бани продължили да функционират, а градът около тях се разраснал в следващите векове. В средновековните извори той е наричан още Термопол и Мегали Терми. През 1093 година Алексий Комнин оставя в укрепения Термопол отряд за отбрана на източните старопланински проходи.
През ХIIв. арабският географ Ел Идриси нарича града Мегали Терми и описва храда като „малък, но хубав град, добре подреден и богат“.
След създаването на Латинската империя през 1204 г., последвалите войни с българския цар Калоян и пленяването и смъртта на латинския император Балдуин Фландърски в българската столица Търново, неговият брат Анри Фландърски предприема наказателен военен поход срещу българските градове на юг от Балкана. През 1206 г. Анри Фландърски завзема Термопол. Императорският пълководец Жофроа дьо Вилардуен пише за Термопол, който нарича „Ла Ферме“:
| „                    | Това беше много красив град, добре разположен, с множество топли извори за къпане – най-хубавите в целия свят. От него отнесохме огромна плячка. | “ |
| Жофроа дьо Вилардуен | |   |

След тридневния престой на латинците Анри Фландърски заповядва градът да бъде изгорен. След този пожар Термопол не можал да се възстанови повече. В следващите години баните били възстановени, но не и градът.

### Османски период
Около 350 години след пожара на латинците османският султан Сюлейман I (1520 – 1566 г.) лекувал през 1562 г. подагра в баните и заповядал изграждането на нова баня върху полуразрушените български басейни. Султанският хамам е запазен.
Селището, което се запазило до баните, било преименувано на Лъджа (от турски Ълъджа/ılıca – горещ минерален извор). В османски документ от 1502 е записано, че днешен Бургас е в землището на Лъджа, в Айтоската нахия. През XVII век Лъджа е част от чифлика на Юсуф баше и в него живеят 16 християнски семейства, а през 1666 г. 26 християнски семейства; по-късно баните стават известни като Лъджите.

### След Освобождението
След Освобождението баните са известни като Айтоски бани, тъй като са в пределите на Айтоската околия. В следващите години в землището на античния Акве Калиде се заселват предимно бежанци от Одринска Тракия. През 1934 г. Лъджа приема името Баня, а през 1950 г. Банево. През 1900 г. баните преминават към Бургас, но запазват името си до 1980-те, когато окончателно са преименувани на Бургаски минерални бани, а през февруари 2009 г. Банево е присъединено към град Бургас.

## Проучвание
Първите проучвания са правени от Богдан Филов през 1910 г.
От 2008 г. под ръководството на н.с. Цоня Дражева и доц. Димчо Момчилов се провеждат мащабни археологически разкопки, които през 2010 г. разкриват площ от 3800 м², включително и древните терми, северната порта и част от крепостните стени с дебелина от 5 метра. През юли 2011 г. античния и средновековния град и площ от 36 000 м² са обявени за археологически резерват Акве калиде – Термопол.
През 2012 г. започна нов етап от проект за археологически разкопки, консервация, реставрация и социализация на древния град. Предвижда се намерените артефакти ще бъдат събрани и експонирани в нов етнографски и музеен комплекс с посетителски център.

## Музеен комплекс
На 18 септември 2015 г. е открит реставрираният музеен комплекс, който включва банята на Сюлейман Великолепни с мултимедийна програма, чешмите с минерална вода, открита сцена със стъклен под над разкопките.